# Dräneringsbrunn
Dräneringsbrunn är en del av dagvattenavledningsystem (takavvattning och grunddränering) från fastigheter. Brunnen består av ett i marken nedgrävt rör (diameter 600 mm och uppåt, längd 1 600–2 000 mm beroende på markfall, uppdämning och anslutningspunkter) med stängd botten som placeras lodrätt i marken. Brunnen placeras i anslutning (1 000–2 000 mm) till fastigheten, företrädesvis på dess lägsta punkt och närmast övriga anslutningspunkter (kommunalt avloppsnät). 
I brunnens övre del (1 200–1 400 mm från botten) ansluts dagvattenledningar från byggnadens stuprör och ledningen från husets dränering. På ca 600 mm nivå från botten ansluts en ledning för vidare bortledning av vattnet till kommunens avloppsnät eller till en stenkista beroende på lokala förhållanden. Med denna konstruktion skapas ett sandfång i brunnen som förhindrar igenslamning längre ned i systemet. Brunnen kan behöva tömmas på sand, slam etc vid behov.
Om fastigheten har källare, så har man ofta både en dräneringsbrunn och en dagvattenbrunn. Dagvattenbrunnen är då ofta kopplad till stuprören för att ta hand om takvattnet (och vattnet går från denna brunn till kommunens dagvattensystem), medan dräneringsbrunnen är separerad från dagvattenbrunnen med höjdskillnad, alternativt dräneringspump till dagvattenbrunnen (vattnet från denna brunn går till kommunens dagvattensystem, alternativt omhändertas lokalt via infiltration genom exempelvis stenkista). Husgrundsdränering får i normala fall inte kopplas till avloppsledning (spillvatten).